# 馬武督

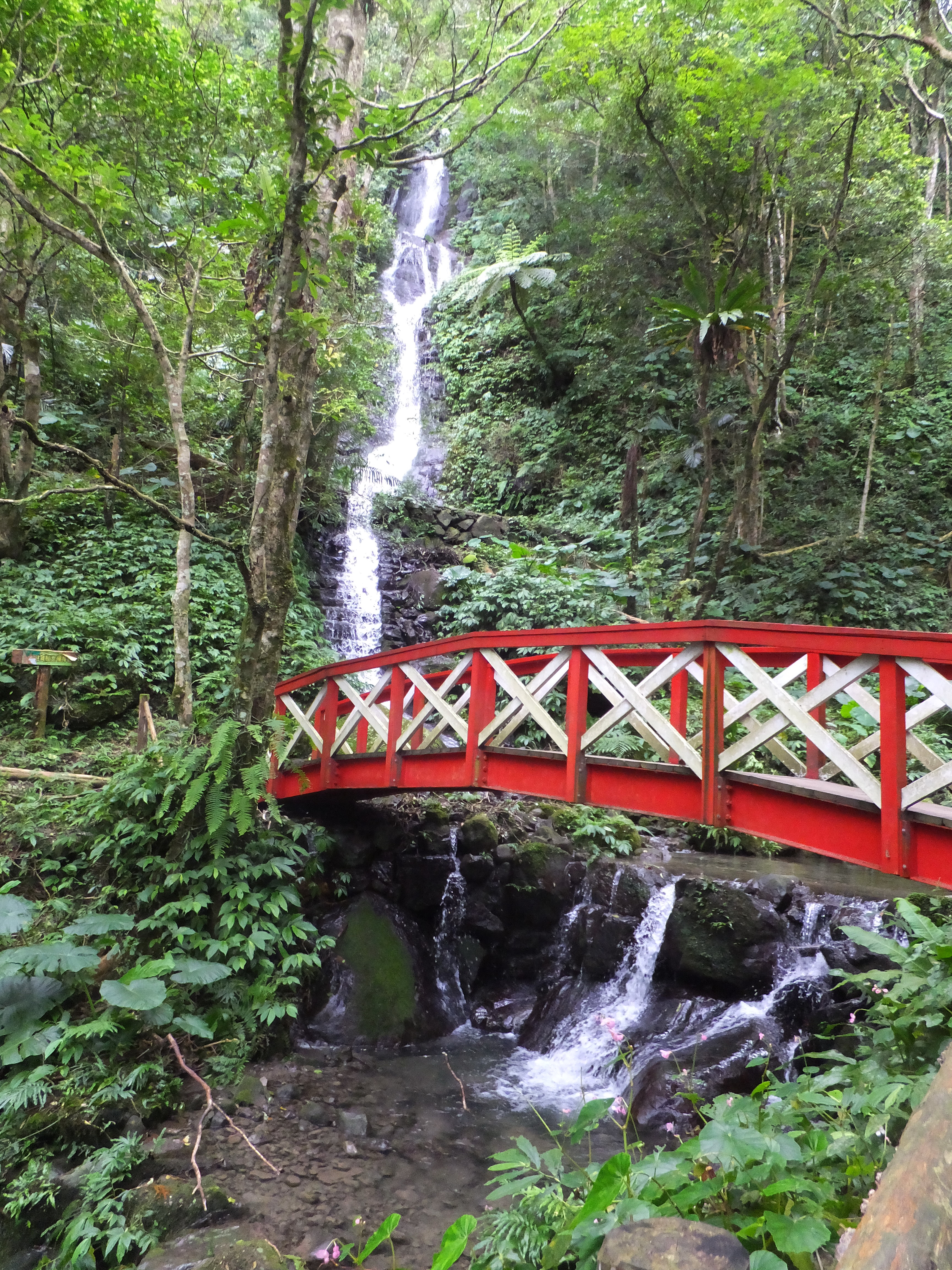
馬武督瀑布

馬武督（泰雅語：Ma'oto/M'utu，人或物資匯集的地方），客家人稱之為錦山，台灣泰雅族的社名，在今新竹縣關西鎮東部山區，原為泰雅族馬里闊丸（馬里光）群馬武督社地。台灣日治時期行政區劃進入州廳制的初期為新竹州新竹郡所管轄蕃地，分為大竹坑（戰後為仁和里，後併入東山里東側）、赤柯山（今玉山里）、舊馬武督（今金山里北側）、六畜（今金山里南部）、竹頭（今錦山、東山里交界，彩和山、油井窩山一帶）、馬武督社（今錦山里）等六個大字，後來漢人（主要是客家人）移入，1924年大竹坑、六畜、舊馬武督、赤柯山等地併入關西庄，今日為新竹縣關西鎮東山里、玉山里、金山里；戰後，國民政府將蕃地改為關西鎮下的錦山里。但泰雅族原住民並未完全離開此地區，兩個族群仍然彼此雜居，客家人稱該地為「錦山」，而泰雅族仍稱「馬武督」。
狹義的馬武督地區是指金山里和錦山里，西邊的金山里，門牌地名仍稱「馬武督」（舊馬武督），而東邊的錦山里門牌地名則稱「錦山」（馬武督社），造成原住民地名與客家地名共存的特殊現象。市道118號羅馬公路的「馬」即是指該地區。

## 交通
- 市道118號羅馬公路
- 竹29線：可通至尖石鄉新樂村
- 竹30線：可通至橫山鄉內灣村
- 竹30-1線：馬武督（金山里）至赤柯山（玉山里）

## 文化資產
- 蝙蝠洞遺址